# Michaël D'Almeida
Michaël D'Almeida (Évry, 3 settembre 1987) è un pistard francese.

## Palmarès
- Giochi olimpici

Londra 2012: argento nella velocità a squadre.
Rio de Janeiro 2016: bronzo nella velocità a squadre.
- Mondiali

Manchester 2008: argento nel chilometro a cronometro.
Ballerup 2010: argento nella velocità a squadre, argento nel chilometro a cronometro.
Melbourne 2012: argento nella velocità a squadre, argento nel chilometro a cronometro.
Minsk 2013: bronzo nella velocità a squadre.
Cali 2014: bronzo nella velocità a squadre.
Yvelines 2015: oro nella velocità a squadre.
- Europei

Pruszków 2010: argento nella velocità a squadre.
Apeldoorn 2013: argento nella velocità a squadre.